# Günther Wolff
Günther Wolff (* 4. Januar 1901 in Gansgrün im Vogtland; vermisst im September 1944 bei Tallinn) war ein aus der Jugendbewegung kommender deutscher Verleger. Sein Verlag Günther Wolff – Das junge Volk aus Plauen gilt gemeinsam mit dem Voggenreiter Verlag als wichtigster Verlag der Bündischen Jugend.

## Leben
Günther Wolff engagierte sich 1919 im neu gegründeten Deutschnationalen Jugendbund und schloss sich dann dem davon abgespaltenen Jungnationalen Bund an. Er gründete nach dem Abitur 1920 die „Vogtländische Jugendzeitung“, die er drei Jahre später in Das junge Volk umbenannte. 1925 übernahm er in Plauen ein Versandhaus für den Verkauf von Ausrüstungsgegenständen an die wandernde Jugend. Von 1926 bis 1929 studierte er in Jena Volkswirtschaft und schloss als Diplom-Volkswirt ab. 1930 bezogen Verlag und Versandhaus ein Gebäude am Altmarkt in Plauen.
Im Herbst 1932 kam Wolff in Verbindung mit Eberhard Koebel, dem Gründer des Jugendbundes dj.1.11. Wolff ermöglichte Koebel die Herausgabe der Jugendzeitschrift Der Eisbrecher in seinem Verlag. Koebel hatte sein bisheriges Periodikum Das Lagerfeuer wegen mangelnder Nachfrage einstellen müssen, nachdem er im Frühjahr 1932 seinen Beitritt zur Kommunistischen Partei Deutschlands bekanntgegeben hatte. Das hielt Wolff jedoch nicht von einer Zusammenarbeit ab; er wies allerdings nach der Machtergreifung der Nationalsozialisten darauf hin, dass Koebels kommunistisches Engagement unter den neuen Verhältnissen nicht förderlich sei. Im Frühjahr 1933 sagte sich Koebel von der KPD los und bot der Reichsjugendführung sogar an, unter bestimmten Bedingungen seine Gruppen in das „Jungvolk“ der Hitler-Jugend zu überführen. Dies wurde abgelehnt, und Koebel geriet zum Jahresende in das Visier der Reichsjugendführung, die ihm Zersetzung der Hitler-Jugend vorwarf und ihn im Januar 1934 verhaften ließ.
Wolff versprach sich vom Dritten Reich eine Aufwertung der bündischen Jugend und damit verbunden eine Stärkung seines Verlags. Nach anfänglichen Erfolgen musste er jedoch feststellen, dass er von der Hitler-Jugend boykottiert wurde. Das hing auch damit zusammen, dass die Hitler-Jugend in Plauen gegründet worden war, ihre örtlichen Führer jedoch nach der Ernennung Baldur von Schirachs zum Reichsjugendführer ihren Einfluss auf die Organisation verloren, was sie unter anderem Günther Wolff anlasteten. Nach Verhaftung und Freilassung Koebels, der sich bei Suizidversuchen schwere Verletzungen zugezogen hatte, flüchtete dieser über Schweden nach England. Seine Tätigkeit für den Verlag Günther Wolff hatte er offiziell einstellen müssen, der Verleger hielt jedoch weiterhin Kontakt und veröffentlichte Koebels Beiträge unter Pseudonym.
Am 30. Juni 1934, dem Tag des so genannten Röhm-Putsches, wurde Günther Wolff nach einer Kundgebung der Hitler-Jugend, auf der gegen ihn polemisiert worden war – schon früher waren ihm Schaufensterscheiben eingeschlagen worden –, gegen Mitternacht in seinem Wohnhaus von HJ- und SS-Angehörigen misshandelt, desgleichen Jochen Hene, der Schriftleiter des „Eisbrechers“, und der Autor Paul Rudel. Wolff wurde auf die Polizeiwache verbracht, jedoch, da eine Willkürhandlung vorlag, am Morgen wieder entlassen. In derselben Nacht ermordeten SS-Angehörige den 20-jährigen ehemaligen HJ-Führer Karl Lämmermann, mit Sicherheit auf Veranlassung derselben Plauener HJ-Führer, die Günther Wolff schikaniert, misshandelt und auf die Polizeiwache verschleppt hatten, sowie mit Billigung des Gauleiters Martin Mutschmann. Die Motive sind bis heute nicht restlos geklärt.
Die Verfolgung Wolffs – er wurde noch mehrmals verhaftet – und die Schikanen gegen seine Unternehmen zogen sich bis 1938 hin, als sein Verlag wegen der weiterhin bestehenden bündischen Orientierung geschlossen wurde. Wolff wurde deshalb zu 15 Monaten Gefängnis verurteilt. In der Anklageschrift gegen ihn und seine Schwester Susanne heißt es unter anderem: „Die kulturbolschewistische Tendenz des vom Günther-Wolff-Verlag herausgegebenen Schrifttums war darauf zurückzuführen, daß der frühere Reichsführer der dj.1.11, Eberhard Koebel, genannt „tusk“, im Jahre 1932 der KPD beitrat und in diesem Sinne auf die ihm unterstellten Bundesmitglieder einwirkte.“ 1940 als Sanitätssoldat zur Wehrmacht eingezogen, ist Günther Wolff seit September 1944 bei Tallinn vermisst.

## Verlagsprogramm
Der Verlag Günther Wolff bediente vor allem seine jugendbewegte Klientel. Deshalb umfasste der Kern des Verlagsprogramms Darstellungen der Jugendbünde, Handbücher für die Gruppenleiter, Liederbücher und Jugendzeitschriften. Dazu kamen regionalgeschichtliche Titel, die sich mit dem Vogtland beschäftigten, und Bücher über die deutsche Minderheit in Osteuropa.
Das angeschlossene Versandhaus „St. Georg“ (ehemals "Dürerhaus zu Plauen i. V".) bot das ganze Spektrum der von Jugendgruppen benötigten Artikel an. Spätestens ab 1932 bzw. 1934 wurden auch Kohten und Jurten in das Sortiment aufgenommen. Der Verkauf dieser Zelte wurde bereits 1935 wieder untersagt.